# Даровица (приток Лалы)
Даровица — река в России, протекает в Лузском районе Кировской области. Устье реки находится в 81 км по правому берегу реки Лала. Длина реки составляет 12 км.
Река вытекает из южной части болота Лисье в 11 км к западу от села Верхне-Лалье. В верхнем течении течёт на юго-восток, в нижнем — на северо-восток. Всё течение проходит по ненаселённому, заболоченному лесному массиву. Впадает в Лалу у нежилой деревни Горячево в 5 километрах к северо-западу от села Верхне-Лалье. Ширина реки на всём протяжении не превышает 10 метров.

## Данные водного реестра
По данным государственного водного реестра России и геоинформационной системы водохозяйственного районирования территории РФ, подготовленной Федеральным агентством водных ресурсов:
- Бассейновый округ — Двинско-Печорский
- Речной бассейн — Северная Двина
- Речной подбассейн — Малая Северная Двина
- Водохозяйственный участок — Юг
- Код водного объекта — 03020100212103000013102